# Floritrichus louisbothai
Floritrichus louisbothai är en kvalsterart som beskrevs av Coetzee 2003. Floritrichus louisbothai ingår i släktet Floritrichus och familjen Zetomotrichidae. Inga underarter finns listade i Catalogue of Life.